# Aston Martin DBX

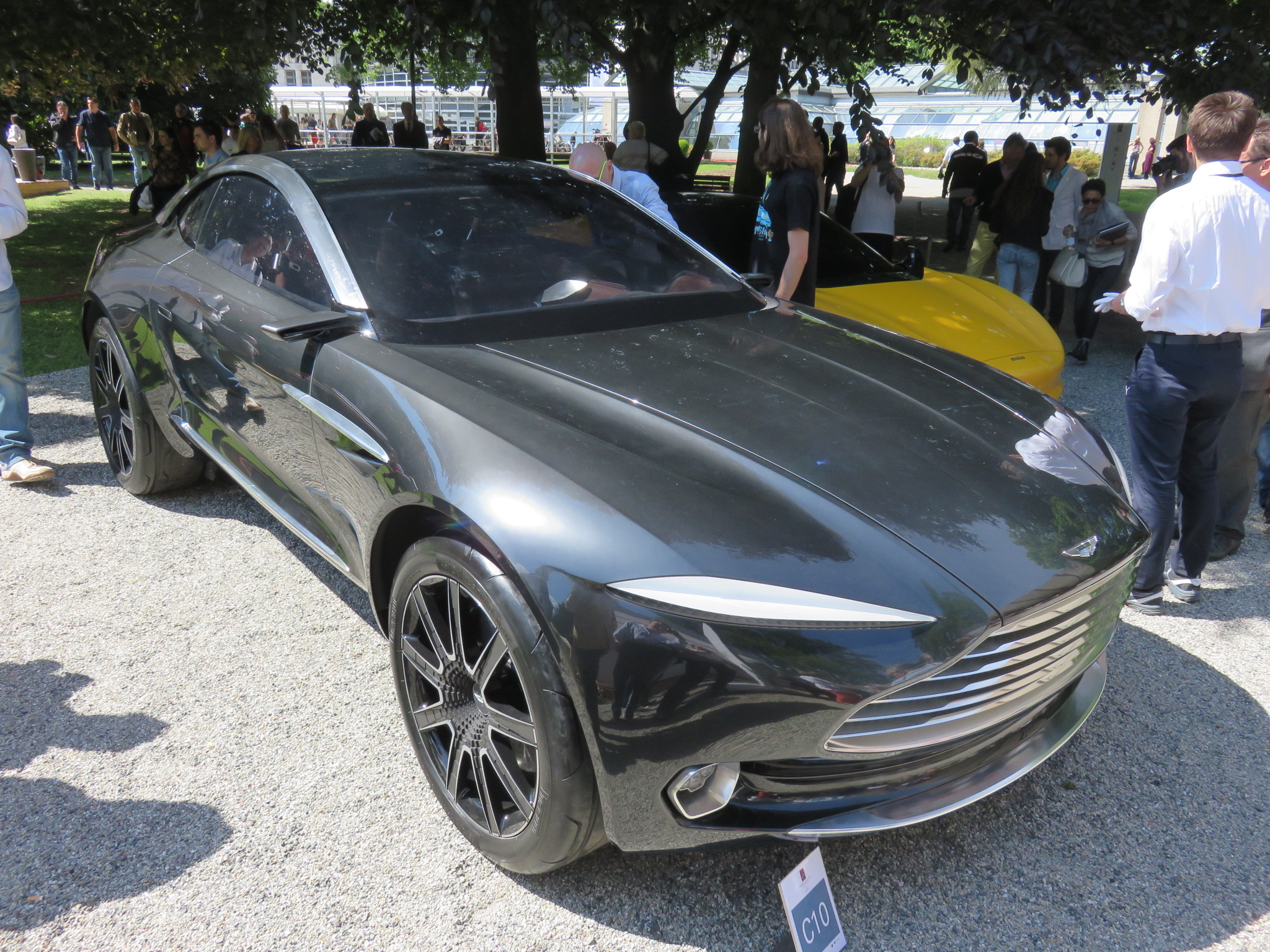
Aston Martin DBX Concept

El Aston Martin DBX es un crossover de lujo de tamaño mediano, motor delantero y tracción total producido por el fabricante británico de automóviles de lujo Aston Martin. La producción comenzó oficialmente el 9 de julio de 2020 como año modelo 2021.

## Diseño

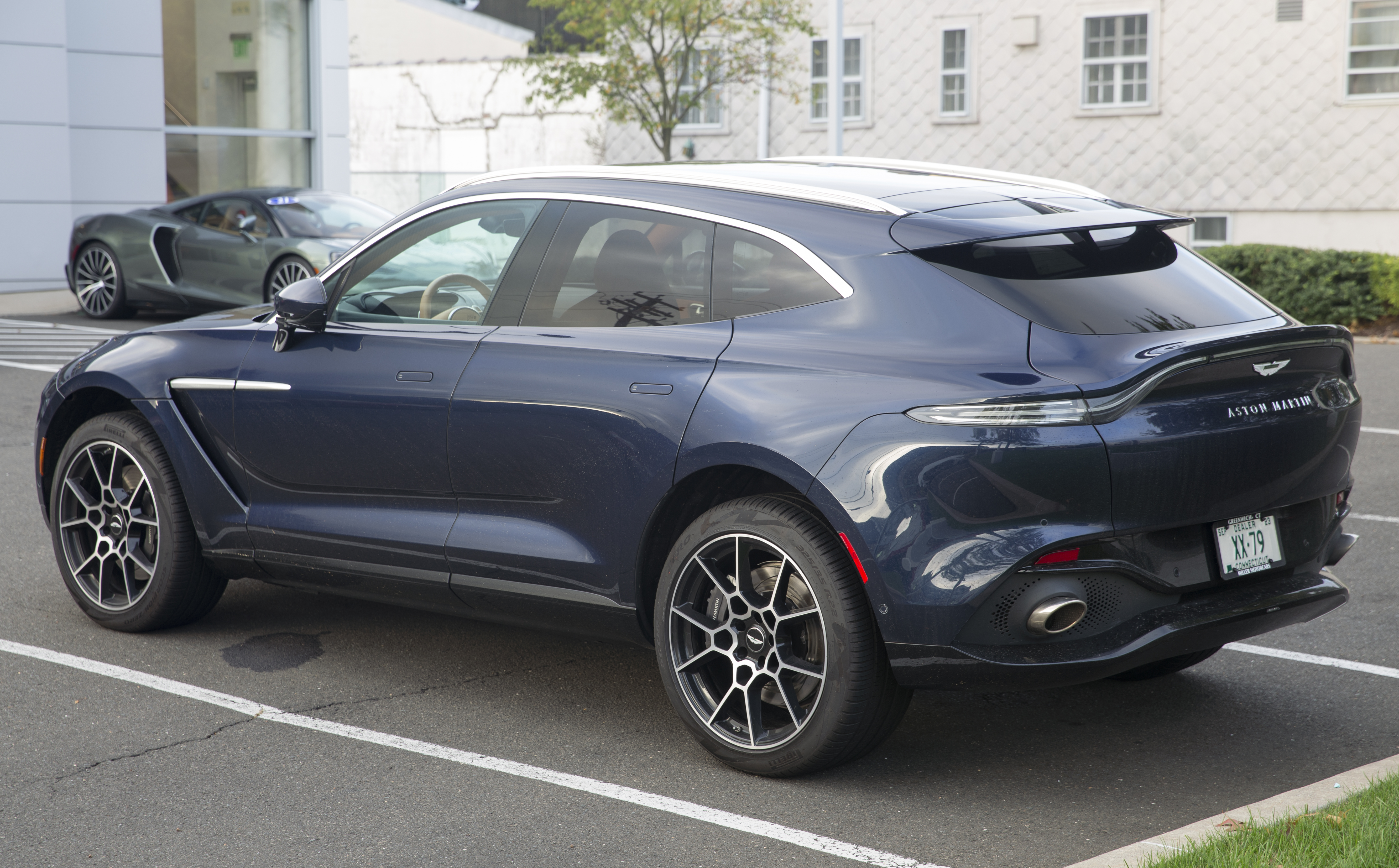
Aston Martin DBX urbana

El DBX es el primer automóvil fabricado en las nuevas instalaciones de Aston Martin en St Athan, Gales. Según el vicepresidente ejecutivo y director creativo Marek Reichman, la distancia entre ejes del DBX se extiende lo más posible para que las ruedas se coloquen en las esquinas del vehículo, lo que con la línea del techo baja crea la ilusión de un automóvil más pequeño que ayuda a hacer el DBX parece más una forma tradicional de Aston Martin. El DBX cuenta con puertas con bisagras tipo cisne, mientras que la rejilla frontal es la más grande jamás instalada en un Aston Martin. 

## Especificaciones y rendimiento

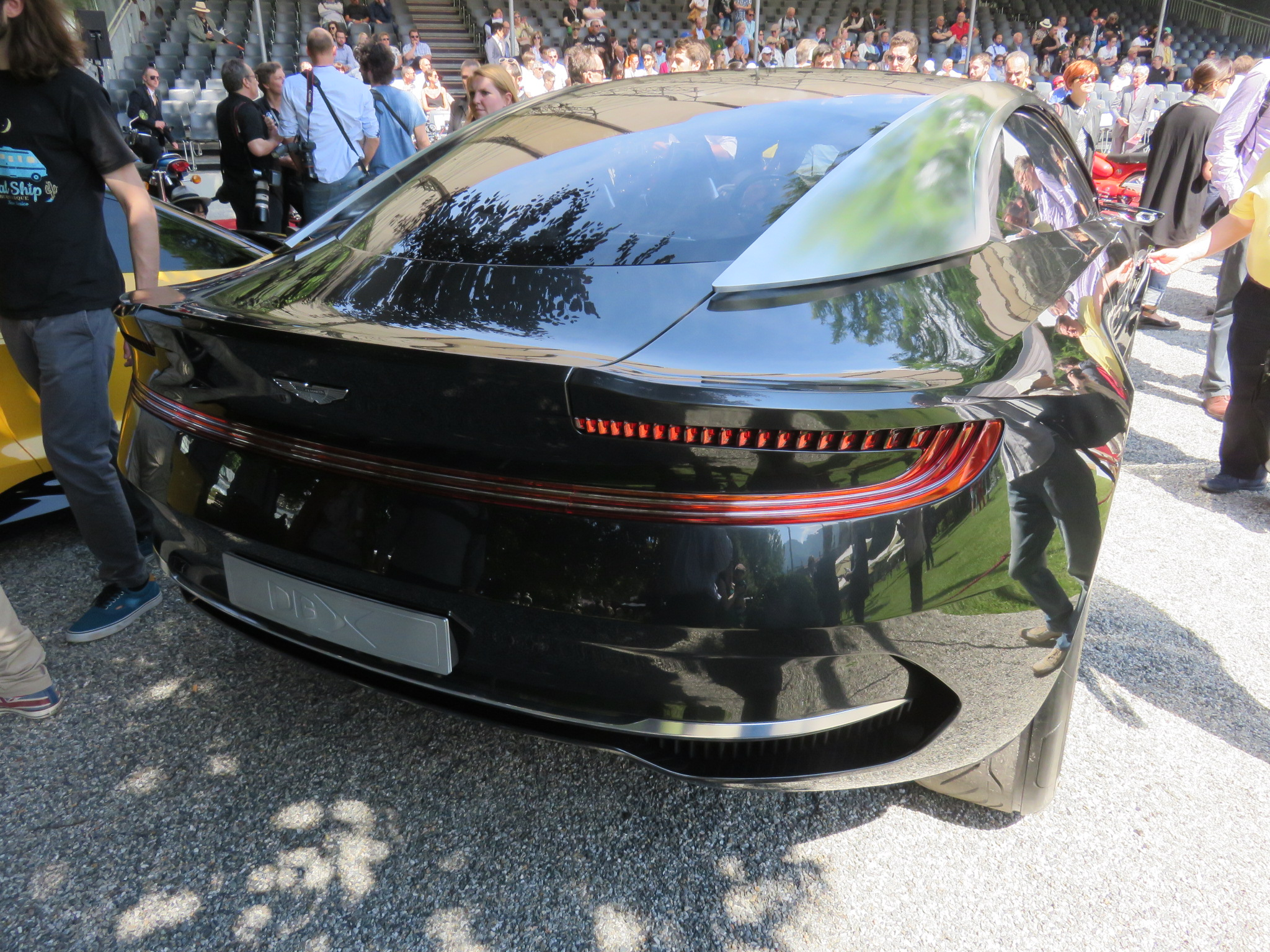
Vista trasera

Si bien está relacionado con el Vantage, el DBX se basa en su propia plataforma dedicada. Al igual que otros modelos de Aston Martin, está construido con extrusiones y paneles de aluminio adheridos. La tecnología de tren motriz y de infoentretenimiento se tomó prestada de Mercedes-Benz. El DBX utiliza el motor V8 biturbo de 4.0 litros M177 de Mercedes-AMG que tiene una potencia de 550 PS (405 kW; 542 hp) y 700 N⋅m (516 lb⋅ft) de torque. El DBX es capaz de acelerar de 0 a 100 km / h (0 a 62 mph) en 4,5 segundos y alcanzar una velocidad máxima de 292 km / h (181 mph). Una caja de cambios automática de 9 velocidades es estándar y el remolque tiene una capacidad de hasta 2700 kg (6000 lb). Sus emisiones son NEDC Combined CO2 269g / km y su mpg combinado en el Reino Unido es 19.73. Un sistema de balanceo activo eléctrico de 48 voltios contrarresta el balanceo de la carrocería en curvas pronunciadas, y el vehículo viene con cinco modos de conducción: GT, Sport, Sport Plus, Terrain y Terrain Plus predeterminados con un modo de acceso adicional. Una caja de transferencia central activa dirige el torque al eje delantero cuando es necesario, y también hay un diferencial trasero electrónico de deslizamiento limitado. Los amortiguadores adaptativos y las cámaras de aire de triple cámara son estándar y ofrecen un rango significativo de ajuste de altura.

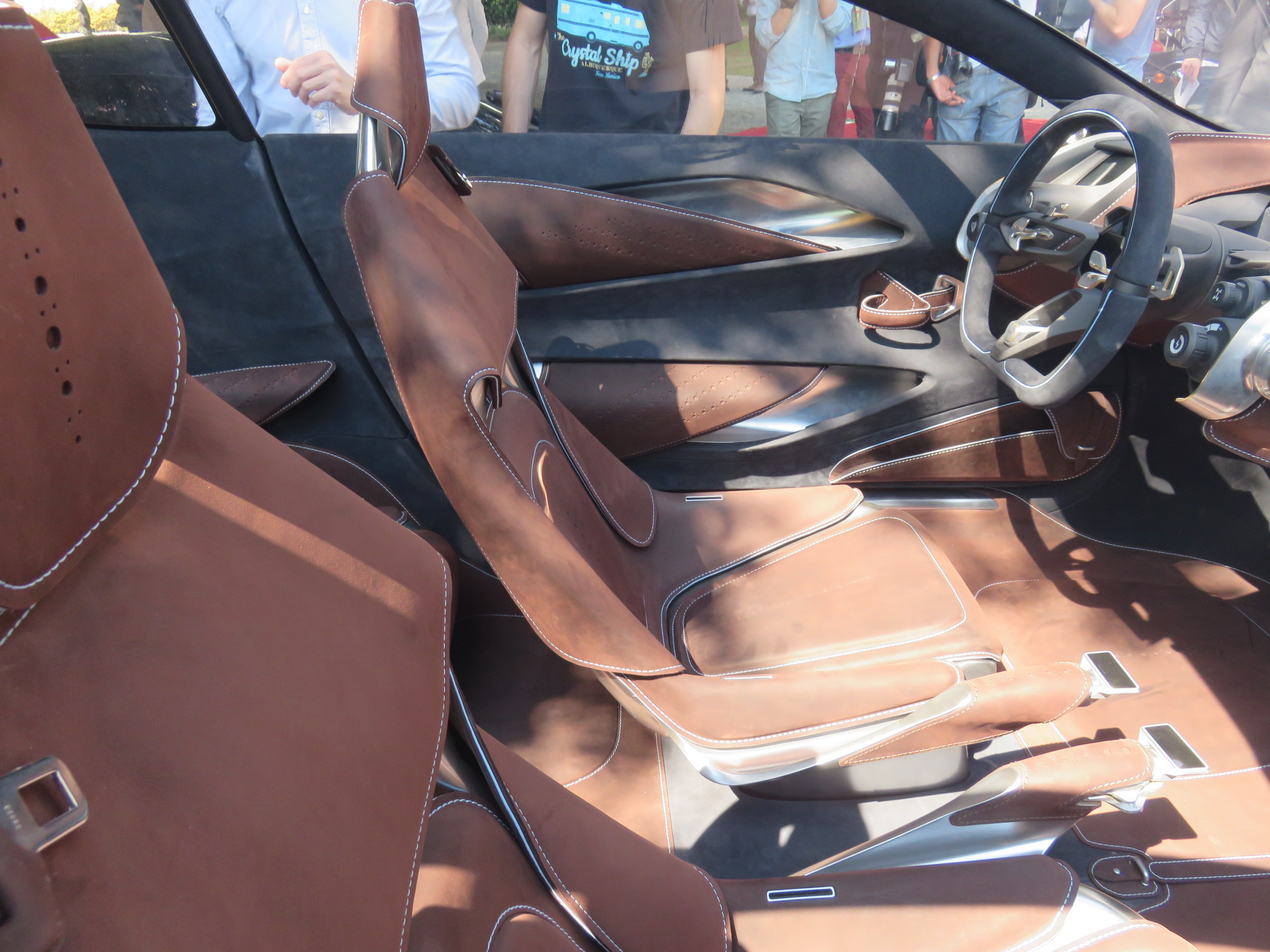
Vista interior

## Coche médico de Fórmula 1
En 2021, se anunció que el DBX se convertiría en el automóvil médico oficial de Fórmula 1, uniéndose al automóvil médico familiar Mercedes C63S AMG. El DBX Medical Car tiene una librea de British Racing Green con detalles en amarillo neón. También se unirá al Aston Martin Vantage como parte de la nueva flota de seguridad de Fórmula 1.